# Ostružná (district de Jeseník)
Ostružná  (en allemand : Spornhau) est une commune du district de Jeseník, dans la région d'Olomouc, en République tchèque. Sa population s'élevait à 164 habitants en 2020.

## Géographie
Ostružná se trouve dans les monts Hrubý Jeseník, une partie du massif des Sudètes, à 12 km au sud-ouest du centre de Jeseník, à 68 km au nord-nord-ouest d'Olomouc et à 187 km à l'est de Prague.
La commune est limitée par la Pologne au nord-ouest, par Lipová-lázně au nord-est, par Bělá pod Pradědem à l'est, par Jindřichov au sud, et par Branná et Staré Město à l'ouest.

## Histoire
La localité a été fondée en 1561. Le village de Petříkov est une petite station de ski, située entre 740  et   950 m d'altitude.

## Galerie

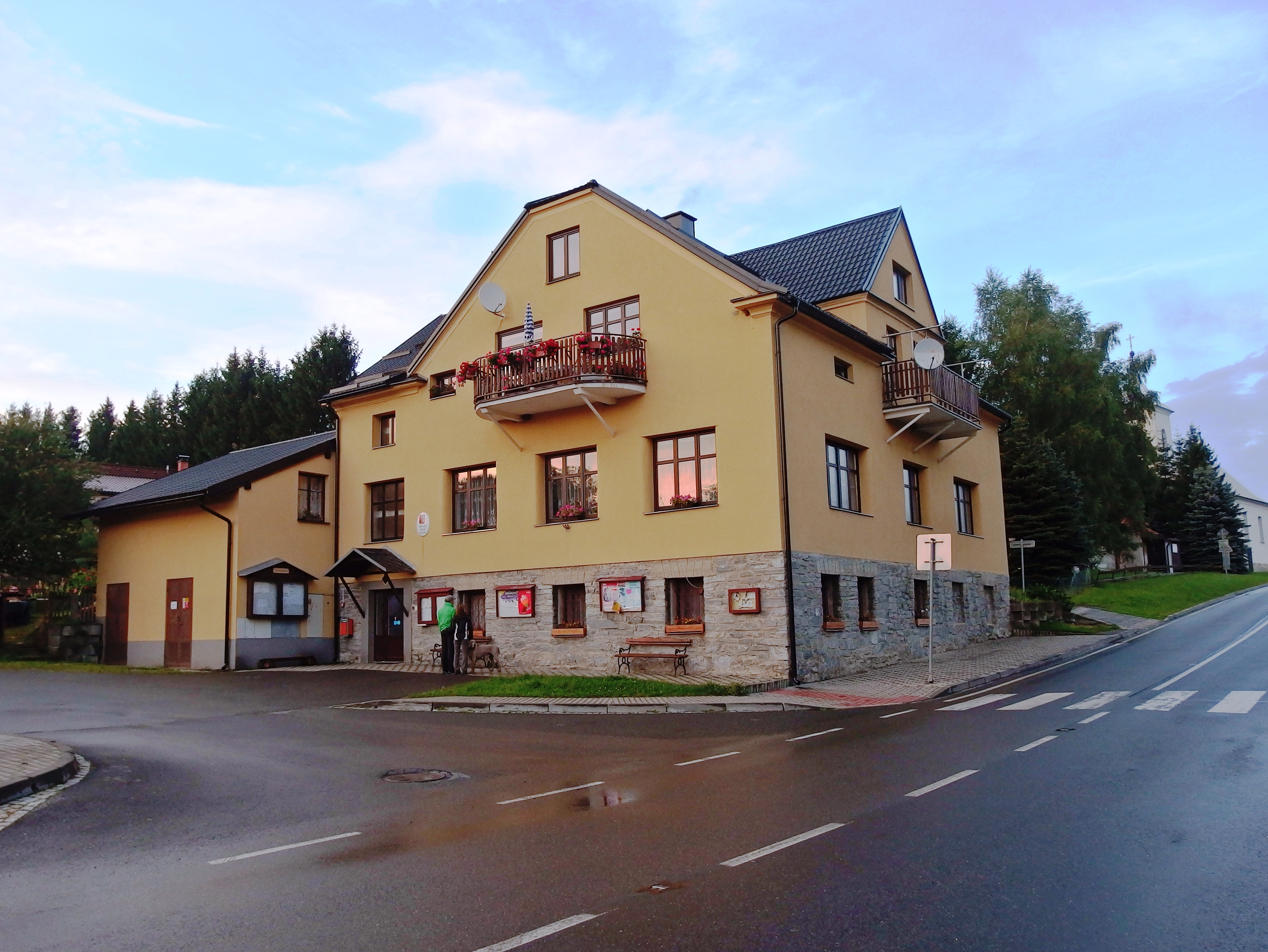
Ostružná : la mairie.
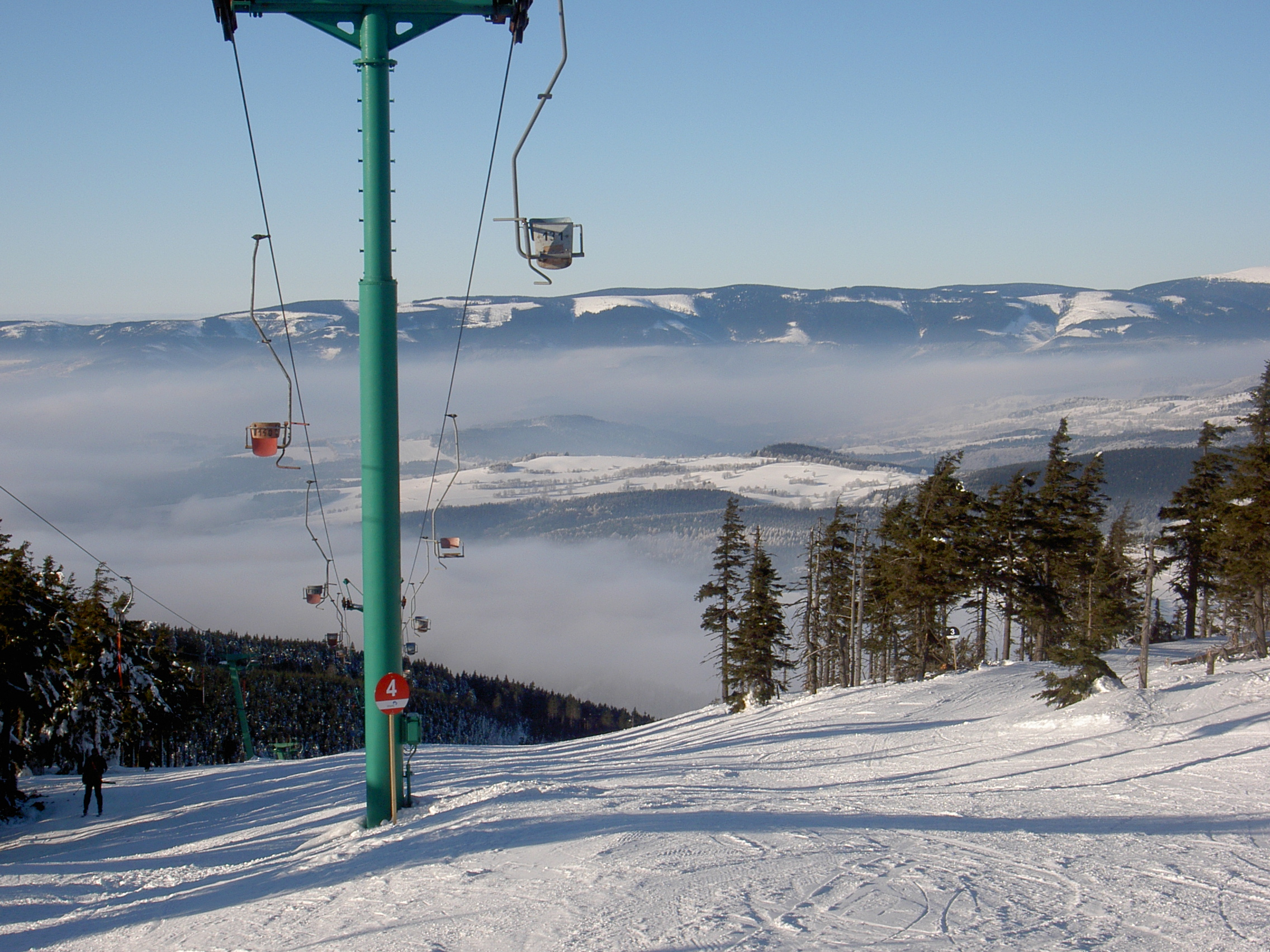
Piste de ski à Ramzová.

## Administration
La commune se compose de trois quartiers :
- Ostružná ;
- Petříkov ;
- Ramzová.